# Chabert de Barbaira
 (novembre 2024).
Si vous disposez d'ouvrages ou d'articles de référence ou si vous connaissez des sites web de qualité traitant du thème abordé ici, merci de compléter l'article en donnant les références utiles à sa vérifiabilité et en les liant à la section « Notes et références ».
Chabert de Barbaira (on trouve également Xacbert, Barbaira, Barnayra, Barbera… En catalan Xatbert de Barberà), est un chevalier faydit occitan, né à Barbaira vers 1185 et mort avant 1276. Seigneur de Barbaira avant la croisade des albigeois, puis défenseur de Puilaurens et de Quéribus, il est surnommé le lion de combat, et est l'un des derniers nobles fidèles à la cause des faydits.

## Origines etcroisade des albigeois
Chabert naît en 1185 au château de Miramont, au pied de la montagne du nom du roi des Wisigoths Alaric, non loin de Carcassonne. Il est le fils de Guillaume-Chabert de Barbeira et d'une dame de Cavanac. Il a deux frères, Raymond-Ermengaud et Arnaud-Guillaume, et une sœur, Combors.
En 1209, Miramont est pris par les croisés de la croisade contre les albigeois. Chabert réussit à reprendre le château, mais il doit à nouveau l'abandonner la même année. En janvier 1210, il attaque et occupe le château de Montlaur, qu'il reperd, dès Pâques, face aux croisés. Faydit, il combat au service du comte de Toulouse Raymond VI contre les envahisseurs menés par Simon de Montfort. Il prend part à la bataille de Baziège en 1219 et à la défense de Toulouse contre les croisés, siège au cours duquel Simon de Montfort trouvera la mort.

## En Roussillon et à Majorque
Au cours des années suivantes, Barbaira se met au service du comte Nuno Sanche de Roussillon. Il commande la garnison de Perpignan qu'il défend contre les attaques de Guillem de Montcada. À la cour de Nuno Sanche, Chabert retrouve Olivier de Termes et Raymond Trencavel, également chevaliers faydits. Aux côtés de Nuno Sanche, il prend part à la conquête de Majorque par le roi d'Aragon Jacques Ier, entre 1229 et 1231, où il se distingue par son expérience et son courage. Il combat aux côtés du roi contre les Sarrasins à la bataille de Portopí (13 septembre 1229) et se distingue pendant le siège de la cité de Majorque comme constructeur de machines de guerre. Il sera récompensé par des terres en Roussillon et dans le Fenouillèdes (Château de Puilaurens). En 1233, il épouse Sybille de Parcols. De cette union naîtra une fille, Chaberta, et un fils Guillaume-Bernard.

## Révoltes en Languedoc
En 1240, Barbaira décide avec Olivier de Termes de se joindre à la révolte de Trencavel pour la reconquête de Carcassonne. Sur la route, ils prennent les forteresses d'Aguilar et de Montréal et détruisent l'abbaye de Montolieu. Le 9 septembre, le siège est mis devant Carcassonne mais il doit être levé sans succès le 12 octobre devant l'arrivée des troupes royales. Deux ans plus tard, Barbaira soutient la révolte de Raymond VII qui veut également recouvrer son héritage. Mais avant même de combattre, Raymond se soumet à l'autorité royale et Barbaira revient en Roussillon. Au cours des années suivantes, il répond à son excommunication comme cathare en pillant des biens ecclésiastiques. 

## Dernier combat
Grâce à l'influence et à l'entremise de saint Raymond de Penyafort, le pape lève l'excommunication de Barbaira. Cela permet une réconciliation avec l'Église en 1247, -il se déclare défenseur de l'abbaye de Saint-Martin-Lys en Fenouillèdes en 1249-, mais pas avec la France. Son ancien compagnon, Olivier de Termes, s'était soumis la même année au roi de France Louis IX et avait pris après son retour de croisade un rôle actif dans l'établissement de la domination française en Languedoc. Barbaira devient alors son ennemi juré. Cette hostilité culmine en 1255 avec le siège de Queribus que Barbaira commandait depuis 1242 et qui, depuis la chute de Montségur onze ans plus tôt, est considéré comme le dernier bastion cathare. Barbaira, capturé dans un guet-apens tendu par Alban, chevalier au service d'Olivier de Termes, doit finalement abandonner le château en échange de sa liberté. Après le traité de Corbeil, le Fenouillèdes revient à la France et Barbaira se réfugie en Roussillon. Il contracte une seconde union avec Esclarmonde de Conat avec qui il a deux enfants : une fille Élissende et un fils Chabert. L'historien Robert Vinas considère que l'on perd sa trace avant 1264, tandis que Jordi Costa i Roca pensait qu'il vivait encore en 1275 et assiste au mariage du roi de Majorque. 

## Descendance
Son fils, aussi appelé Chabert de Barbaira, est mentionné lors du mariage du futur roi de Majorque Jacques II avec Esclarmonde de Foix en 1275. Il lègue en 1284 certains droits, ayant appartenu à son père, au chevalier Pons de Caramany. Entre 1291 et 1294, il possède le château de Paracolls à Molitg-les-Bains en Conflent.

## Sources
- (de) Cet article est partiellement ou en totalité issu de l’article de Wikipédia en allemand intitulé « Xacbert de Barbaira » (voir la liste des auteurs).